# Tuczno (gmina)
Tuczno – gmina miejsko-wiejska w Polsce położona w południowo-wschodniej części województwa zachodniopomorskiego, w powiecie wałeckim. Siedzibą gminy jest miasto Tuczno.
Według danych z 31 grudnia 2016 r. gmina miała 5025 mieszkańców. Natomiast według danych z 31 grudnia 2019 roku gminę zamieszkiwało 4890 osób.
Miejsce w województwie (na 114 gmin):

powierzchnia 33., ludność 79.

## Położenie
Gmina znajduje się w południowo-wschodniej części województwa zachodniopomorskiego, w środkowo-zachodniej części powiatu wałeckiego.
Gmina stanowi 17,7% powierzchni powiatu.
Sąsiednie gminy: Człopa, Mirosławiec i Wałcz w powiecie wałeckim, gmina Drawno w powiecie choszczeńskim i gmina Kalisz Pomorski w powiecie drawskim.
W latach 1975–1998 gmina administracyjnie należała do województwa pilskiego.

## Demografia
Według danych z 31 grudnia 2016 r. gmina miała 5025 mieszkańców, co stanowiło 9,3% ludności powiatu. Gęstość zaludnienia wynosi 20,1 osoby na km².

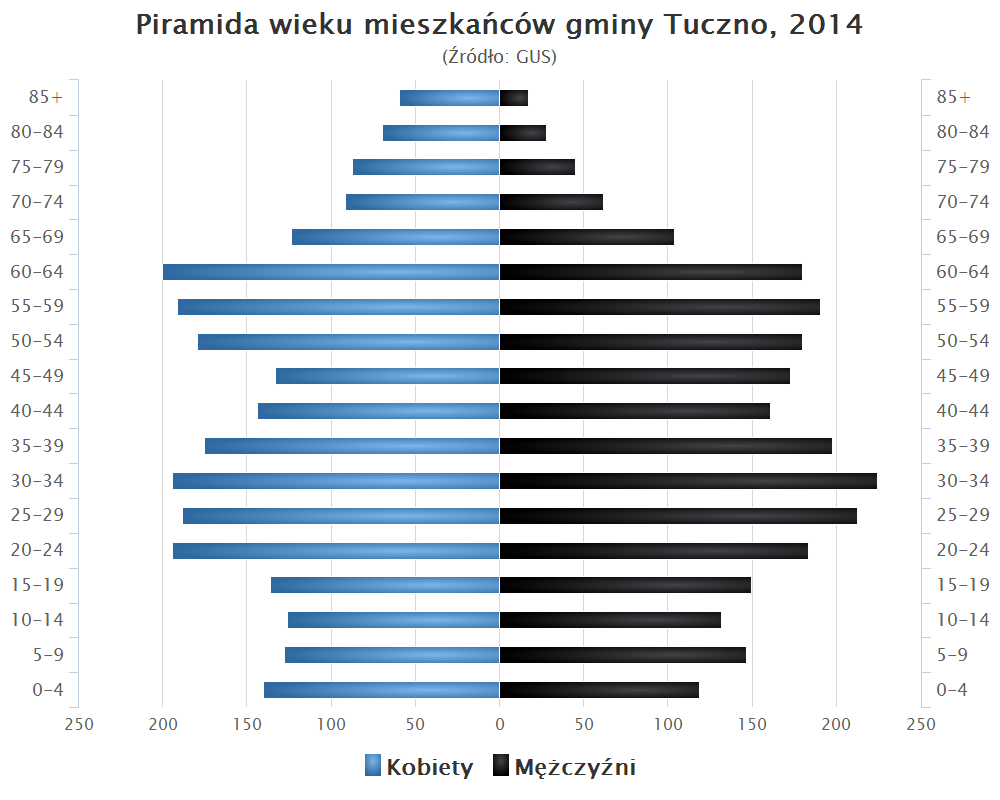
Piramida wieku mieszkańców gminy Tuczno w 2014 roku

Dane z 31 grudnia 2016 r.:
| Opis           | Ogółem | Ogółem | Kobiety | Kobiety | Mężczyźni | Mężczyźni |
| -------------- | ------ | ------ | ------- | ------- | --------- | --------- |
| Jednostka      | osób   | %      | osób    | %       | osób      | %         |
| Populacja      | 5025   | 100    | 2456    | 48,88   | 2569      | 51,12     |
| Miasto         | 1937   | 38,55  | 927     | 18,45   | 1010      | 20,10     |
| Obszar wiejski | 3088   | 61,45  | 1529    | 30,43   | 1559      | 31,02     |

## Administracja i samorząd
W 2016 r. wykonane wydatki budżetu gminy Tuczno wynosiły 18,4 mln zł, a dochody budżetu 19,2 mln zł. Zobowiązania samorządu (dług publiczny) według stanu na koniec 2016 r. wynosiły 2,4 mln zł, co stanowiło 12,6% poziomu dochodów.
Gmina utworzyła 13 sołectw: Jamienko, Jeziorki, Lubiesz, Marcinkowice, Martew, Miłogoszcz, Mączno, Nowa Studnica, Płociczno, Próchnówko, Rusinowo, Rzeczyca, Strzaliny, Tuczno, Zdbowo.
Gmina Tuczno jest obszarem właściwości Sądu Rejonowego w Wałczu. Sprawy z zakresu ubezpieczeń społecznych i sprawy gospodarcze są rozpatrywane Sąd Rejonowy w Koszalinie, a z zakresu prawa pracy przez Sąd Rejonowy w Szczecinku. Gmina jest obszarem właściwości Sądu Okręgowego w Koszalinie. Gmina (właśc. powiat wałecki) jest obszarem właściwości miejscowej Samorządowego Kolegium Odwoławczego w Koszalinie.
Mieszkańcy gminy Tuczno razem z mieszkańcami gmin: Człopa i Mirosławiec wybierają 5 z 17 radnych do Rady Powiatu w Wałczu, a radnych do Sejmiku Województwa Zachodniopomorskiego w okręgu nr 3. Posłów na Sejm wybierają z okręgu wyborczego nr 40, senatora z okręgu nr 99, a posłów do Parlamentu Europejskiego z okręgu nr 13.

## Miejscowości
Jamienko, Jeziorki, Lubiesz, Marcinkowice, Martew, Miłogoszcz, Mączno, Nowa Studnica, Płociczno, Próchnówko, Rusinowo, Rzeczyca, Strzaliny, Tuczno Drugie, Tuczno Pierwsze, Tuczno Trzecie, Zdbowo ---
Bytyń, Krępa Krajeńska, Lubowo, Mączno, Ponikiew, Wrzosy, Zdbowo, Złotowo.

## Przyroda i turystyka
Gmina leży na Pojezierzu Wałeckim i Równinie Drawskiej. Południowo-zachodnią część gminy zajmuje obszar Drawieńskiego Parku Narodowego, a północno-wschodnią fragment Jeziora Bytyń Wielki, na którym znajduje się rezerwat Wielki Bytyń. W okolicach miasta znajdują się rezerwaty przyrody Mszary Tuczyńskie i Nad Jeziorem Liptowskim, a kilka innych rezerwatów znajduje się na terenie Drawieńskiego PN. Przepływająca przez Park Płociczna na odcinku do wsi Krępa Krajeńska oraz jej dopływ Runica przepływająca przez Jezioro Tuczno są dostępne dla kajaków. Tereny leśne zajmują 44% powierzchni gminy, a użytki rolne 43%.
Władze gminy pobierają opłatę miejscową od turystów na terenie miejscowości: Tuczno, Nowa Studnica, Martew.

## Komunikacja
Przez gminę Tuczno prowadzi droga krajowa nr 22 łącząca wieś Rusinowo z Wałczem (20 km) i Człopą (13 km). Ze wsi prowadzi także droga wojewódzka nr 179 do Piły (33 km). Przez Tuczno prowadzi droga wojewódzka nr 177 do Człopy (12 km) i Mirosławca (21 km). Odległość z Tuczna do stolicy powiatu Wałcza wynosi: 24 km jadąc przez Rutwicę (11 km od Tuczna) lub 30 km jadąc przez Rusinowo (10 km od Tuczna).
Tuczno (stacja „Tuczno Krajeńskie”) uzyskało połączenie kolejowe w 1888 r. po wybudowaniu odcinka Wałcz – Kalisz Pomorski (7 lat wcześniej otwarto linię z Piły). W 1895 r. linię wydłużono do Stargardu. W 2000 r. cała linia została zamknięta. Jednak 1 września 2012 wznowiono połączenia do tych miast, a nawet do Szczecina. W pobliżu wsi Rusinowo istniała stacja kolejowa na linii Wałcz – Człopa – Krzyż czynnej w latach 1904-1988.
W gminie czynne są 2 urzędy pocztowe: Tuczno (nr 78-640) i Lubiesz (nr 78-641).

## Zabytki
Źródła historyczne podają rok 1338, jako datę wybudowania przez Ludwika von Wedel zamku w Tucznie.
Położony na wzgórzu, na pograniczu Wielkopolski i Brandenburgii Zamek od razu zyskał duże znaczenie strategiczne. W latach 1516–87 Stanisław Wedel-Tuczyński przebudował zamek w stylu renesansowym, a w latach 1608–31 Krzysztof Wedel-Tuczyński zbudował dwa nowe skrzydła i wzniósł trzecią basztę narożną.
Zamek z budowli obronnej przekształcony został w rezydencje pałacową. Kolejna przebudowa na początku XVIII w. nadała rezydencji formy posiadane obecnie. Po śmierci ostatniego z Wedlów – zamek wskutek częstych zmian właścicieli popadł w ruinę. Odbudowano go w połowie XIX w. Mimo tego w początkach XX w. zamek został opuszczony, później adaptowany na cele szpitalne, a w latach 30. stał się obronnym ogniwem umocnień Wału Pomorskiego. Po częściowych zniszczeniach w czasie wojny, spłonął w 1945 r. W latach 1966–1976 dzięki zabiegom i staraniom Stowarzyszenia Architektów Polskich, Zamek został odbudowany, odrestaurowany i doprowadzony do świetności jaką miał w XVIII w. Obecnie w Zamku mieści się centrum konferencyjne-szkoleniowe.